# Li Qiangbing
Li Qiangbing, Chinees: 李嫱冰, (Peking, China, 30 april 1985) is een Oostenrijks professioneel tafeltennisster. Zij speelt rechtshandig met de shakehandgreep. Li is haar achternaam.
Zij nam namens haar land deel aan de Olympische Zomerspelen 2008, 2012 en 2016 maar won geen medailles.

## Belangrijkste resultaten
- Zilver met het team op de Europese kampioenschappen 2014.